# Black Swan (film)
Pour les articles homonymes, voir Black Swan.
Pour plus de détails, voir Fiche technique et Distribution.
Black Swan ou Le Cygne noir au Québec est un thriller psychologique américain réalisé par Darren Aronofsky avec Natalie Portman, Vincent Cassel, Mila Kunis, Barbara Hershey, Winona Ryder et la ballerine Sarah Lane (doublure) sorti le 17 décembre 2010 aux États-Unis et le 9 février 2011 en France.

## Synopsis
Nina Sayers (Natalie Portman) est une danseuse de ballet du New York City Ballet qui vit chez sa mère Erica (Barbara Hershey), cette dernière l'infantilisant malgré son âge, et qui rêve d'obtenir le rôle de « reine des cygnes » dans le célèbre ballet Le Lac des cygnes de Piotr Ilitch Tchaïkovski. Pour sa nouvelle mise en scène, le maître de ballet Thomas Leroy (Vincent Cassel), décide de ne choisir qu'une seule danseuse pour interpréter les deux rôles principaux : Odette, le cygne blanc, et sa jumelle Odile, le cygne noir. Thomas sait Nina parfaite pour danser le cygne blanc, mais doute de sa capacité à interpréter également son double maléfique car il pense Nina trop fragile pour danser le cygne noir. Après avoir résisté à un baiser forcé de Thomas, Nina obtient le rôle de « reine des cygnes », au détriment de Veronica (Ksenia Solo), initialement choisie ; Thomas apprécie le « mordant » dont elle a fait preuve pour le repousser.
Les répétitions de danse se succèdent mais Nina n'arrive pas à danser le cygne noir : elle n'est faite que pour le cygne blanc. La pression qu'elle subit est énorme : sa mère la bride et la surprotège. Elle se rend d'ailleurs de plus en plus compte que cette dernière, qui a abandonné sa carrière de danseuse pour sa fille, cherche à revivre cette carrière à travers elle. Face à tout cela, Nina, de nature fragile comme le cygne blanc, commence à avoir des hallucinations et des angoisses paranoïaques.
Thomas est convaincu que pour interpréter le cygne noir, elle doit libérer sa sensualité : pour ce faire, il l'embrasse et lui fait subir des attouchements ; il la provoque également en lui parlant de sexe, mais le résultat est laborieux.
Lors d'une soirée de gala afin de présenter la nouvelle reine des cygnes, Thomas présente publiquement Nina en mentionnant également que Beth MacIntyre (Winona Ryder), danseuse étoile approchant de la quarantaine, ne dansera plus la saison suivante. Beth, furieuse et soûle, s'énerve contre Nina qu'elle accuse d'avoir volé sa place. Thomas parvient finalement à la calmer. Le lendemain, Nina apprend que Beth, après la soirée de la veille, s'est fait renverser par une voiture ; Thomas pense qu'elle l'a fait exprès. Nina rend visite à Beth à l'hôpital et s'enfuit terrifiée en voyant que celle-ci a les deux jambes cassées.
Au studio de danse, Nina ne parvient toujours pas à égaler la sensualité du cygne noir et commence à ressentir une attirance pour Lily (Mila Kunis), une jeune danseuse de San Francisco moins douée mais plus sensuelle qui réussit à faire ce dont elle-même est incapable. Ses hallucinations se précisent : Nina imagine en effet Lily la harceler et interprète le comportement de celle-ci comme forcément malveillant.
Nina, contre l'avis de sa mère, décide de sortir en boîte avec Lily. Cette dernière lui propose de prendre une pilule d'ecstasy dont l'effet n'opèrera que pour deux heures. Nina refuse mais Lily la met dans son verre alors qu'elle était aux toilettes. Bien qu'elle s'en soit aperçue, elle boit quand même. En rentrant chez elle, elle se fâche contre sa mère et s'enferme dans sa chambre où elle a des relations sexuelles avec Lily.
Le lendemain, elle se réveille en retard et, dans les coulisses de l'opéra, apprend avec stupéfaction qu'elle a imaginé la fin de la soirée de la veille, Lily étant repartie avec l'un des hommes qu'elle a rencontré dans la boîte.
Lily est finalement choisie pour être la doublure de Nina. Celle-ci en est bouleversée, tente de forcer Thomas à revenir sur sa décision et rend de nouveau visite à Beth à l'hôpital pour lui dire qu'elle comprend ce que cette dernière ressent ; Nina en profite également pour lui rendre ses affaires, qu'elle avait emportées. Beth se poignarde devant elle, et à de multiples reprises, avec la lime à ongles que Nina lui a rendue, mais quand Nina fuit, une fois dans l'ascenseur de l'hôpital, celle-ci s'aperçoit qu'elle tient la lime à ongles ensanglantée dans sa main.
Au bord de la rupture, Nina rentre chez elle ; elle agresse physiquement sa mère, avant de commencer à se changer en cygne, puis elle s'évanouit. Le jour de la représentation, Erica, voulant la protéger, veut la garder chez elle. Nina s'y oppose et se bat avec sa mère pour finalement partir au studio.
La représentation est sur le point de commencer quand Nina arrive pour se préparer. Thomas accepte qu'elle interprète les deux cygnes, reconnaissant que la jeune femme a changé. Pendant le premier volet, alors qu'elle interprète le cygne blanc, Nina tombe des bras de l'homme jouant le prince du cygne. Désemparée, elle retourne dans sa loge et y trouve Lily qui lui annonce que, vu ses défaillances, elle va interpréter le cygne noir durant le volet suivant. Les deux femmes se battent et Nina poignarde Lily avec un éclat de miroir brisé dans la lutte. Affolée, elle cache le corps et retourne sur scène pour jouer le cygne noir. Sa folie atteint alors son apogée tandis qu'elle triomphe, puisqu'elle s'imagine qu'il lui pousse un plumage noir.
Alors que Nina va se changer pour l'acte final, Lily frappe à la porte de sa loge pour la complimenter de son interprétation. Nina comprend alors que son combat était encore une hallucination, Lily n'était pas aussi mauvaise qu'elle l'imaginait et qu'elle s'est poignardée elle-même. Mourante, elle prend la décision, après avoir retiré l'éclat de verre de son ventre, de jouer sur scène jusqu'au bout. Au dernier acte, durant lequel le cygne blanc saute d'une falaise et meurt, sa plaie grandit. Nina monte sur la structure représentant la falaise, saute et atterrit sur un matelas. Les membres du ballet viennent la féliciter pendant que les spectateurs applaudissent. C'est alors que Lily remarque la tache de sang sur le costume de Nina. Thomas ordonne qu'on appelle des secours et demande à Nina « Pourquoi tu as fait ça ? », ce à quoi elle répond dans un soupir : « Je l'ai senti… parfait… c'était parfait ! » ; la clarté des projecteurs l'enveloppe et seuls résonnent les applaudissements des spectateurs...

## Fiche technique
Sauf indication contraire, les informations mentionnées dans cette section peuvent être confirmées par les bases de données cinématographiques IMDb et Allociné,  présentes dans la section « Liens externes ».
- Titre original et français : Black Swan
- Titre québécois : Le Cygne noir[1],[2]
- Réalisation : Darren Aronofsky
- Scénario : Mark Heyman, Andres Heinz et John J. McLaughlin, d'après une histoire de Andres Heinz
- Musique : Clint Mansell et Piotr Ilitch Tchaïkovski[3]
- Direction artistique : David Stein
- Décors : Thérèse DePrez
- Costumes : Amy Westcott
- Photographie : Matthew Libatique
- Son : Craig Henighan, Ken Ishii, Dominick Tavella
- Montage : Andrew Weisblum
- Production : Scott Franklin (en), Mike Medavoy, Arnold Messer et Brian Oliver
  - Production déléguée : Jon Avnet, Bradley J. Fischer, Peter Fruchtman, Ari Handel, Jennifer Roth, Rick Schwartz, Tyler Thompson et David Thwaites
  - Production associée : Rose Garnett
  - Coproduction : Jerry Fruchtman et Joseph P. Reidy
- Sociétés de production : Protozoa Pictures et Phoenix Pictures, en association avec Cross Creek Pictures et Dune Entertainment, présenté par Fox Searchlight Pictures
- Sociétés de distribution : Fox Searchlight Pictures (États-Unis) ; Twentieth Century Fox France (France) ; Twentieth Century Fox (Belgique, Suisse romande, Québec)
- Budget : 13 millions USD[4],[5],[6]
- Pays de production :  États-Unis
- Langues originales : anglais, français, italien
- Format : couleur (DeLuxe / Technicolor) — 16 mm / Digital — 2,35:1 — son Dolby / DTS / SDDS
- Genre : thriller, drame
- Durée : 108 minutes
- Dates de sortie[7] :
  - États-Unis  : 5 septembre 2010 (Festival du film de Telluride), 18 octobre 2010 (New Orleans Film Festival), 27 octobre 2010 (Festival du film d'Austin), 4 novembre 2010 (Virginia Film Festival), 11 novembre 2010 (AFI Fest), 13 novembre 2010 (Denver International Film Festival), 19 novembre 2010 (Saint Louis International Film Festival), 3 décembre 2010 (sortie limitée), 17 décembre 2010 (sortie nationale)
  - Québec : 10 décembre 2010[1]
  - France, Suisse romande : 9 février 2011[8],[9]
  - Belgique : 2 mars 2011[10]
- Classification[11] :
  - États-Unis : les enfants de moins de 17 ans doivent être accompagnés d'un adulte (R – Restricted)[N 1]
  - France : tous publics avec avertissement[12],[N 2]
  - Belgique : potentiellement préjudiciable jusqu'à 12 ans (Mogelijk schadelijk voor kinderen onder de 12 jaar)[10],[13]
  - Suisse romande : interdit aux moins de 14 ans[14]
  - Québec : 13 ans et plus (13+ / 13 years and over)[1]

## Distribution
|                                                                                                  |  |  |
| Les acteurs Natalie Portman et Vincent Cassel à la première du film au Festival de Toronto 2010. |  |  |

- Natalie Portman (VF : Sylvie Jacob et VQ : Aline Pinsonneault) : Nina Sayers, Le Cygne Blanc et la belle Princesse Odette
- Vincent Cassel (VF : Lui-même et VQ : Tristan Harvey) : Thomas Leroy, le maître de ballet
- Barbara Hershey (VF : Élisabeth Wiener et VQ : Marie-Andrée Corneille) : Erica Sayers, la mère de Nina
- Mila Kunis (VF : Marjorie Frantz et VQ : Camille Cyr-Desmarais) : Lily, le cygne noir et la méchante sorcière Odile
- Winona Ryder (VF : Françoise Cadol et VQ : Violette Chauveau) : Beth Macintyre
- Ksenia Solo (VF : Edwige Lemoine et VQ : Aurélie Morgane) : Veronica
- Sebastian Stan (VF : Boris Rehlinger et VQ : Nicolas Charbonneaux-Collombet) : Andrew
- Benjamin Millepied (VQ : Benoît Éthier) : David, le prince Siegfried
- Toby Hemingway (VQ : Martin Watier) : Tom
- Kristina Anapau (VQ : Claudia-Laurie Corbeil) : Galina
- Janet Montgomery : Madeline, Le petit Cygne
- Marcia Jean Kurtz : la costumière de Georgina
- Kimberly Prosa et Sarah Lane : doublures de Nina

Quatorze membres du Pennsylvania Ballet choisis par le chorégraphe du film, Benjamin Millepied, jouent en tant que corps de ballet, derrière les solistes. Ce sont par ailleurs les débuts de Benjamin Millepied en tant qu'acteur et chorégraphe. La ballerine Sarah Lane double Natalie Portman dans certaines scènes de danse classique.

## Accueil

### Accueil critique
Aux États-Unis, le long-métrage Black Swan a reçu des critiques très positives de la part de la presse.
- Sur le site Metacritic, le film a une partition de 79⁄100 de critiques positives sur la base de 42 critiques collectées (35 critiques positives, 6 mitigées et 1 négative). Quant au public, il est également très reconnaissant en obtenant une moyenne de 8,1⁄10 sur la base de 1327 évaluations[18].
- Sur le site agrégateur américain Rotten Tomatoes, les résultats sont sensiblement les mêmes, avec un d'un taux d'approbation de 85 % d'opinions favorables basé sur 320 critiques collectées (273 critiques positives et 47 négatives). Le consensus critique du site Web se lit comme suit : « d'une intensité tonique, passionnée et follement mélodramatique, Black Swan s'appuie sur la mise en scène audacieuse de Darren Aronofsky - et sur une performance de bravoure de Natalie Portman. »[19].

En France, Black Swan a également reçu des critiques élogieuses. Sur le site Allociné, il est noté en moyenne par la presse 4,1⁄5.
On peut lire, notamment, dans les Cahiers du cinéma, par Stéphane Delorme : 

« Ce n'est donc pas par plaisir sadique ou goût de la manipulation qu'Aronofsky filme cette descente aux enfers. Il a une vraie obsession, qui lui tient à cœur, et qui le pousse à filmer : la quête de la perfection »

ou dans Libération, par Philippe Azoury : 

« S'il continue de ne plus chuter, Darren Aronofsky commencera véritablement à s'imposer comme le rejeton naturel de Brian De Palma. Dans ce cas, ce troublant et performant Black Swan est un peu son Carrie au bal du diable. »

Plus mitigé pour Paris Match, par Alain Spira : 

« Sublimement filmé et interprété, ce drame chorégraphique se prend malheureusement les chaussons dans le gore fantastique et finit sur les pointes du ridicule. »

Voire mauvaise critique pour Marianne, par Danièle Heymann : 

« Ode exténuante à la danse, le dernier film de Darren Aronofsky perd en grâce ce qu'il gagne en ridicule. Dommage pour sa bonne actrice, Natalie Portman. »

### Box-office
| Pays ou région            | Box-office                                     | Date d'arrêt du box-office | Nombre de semaines |
| ------------------------- | ---------------------------------------------- | -------------------------- | ------------------ |
| États-Unis (1er week-end) | 1 443 809 USD                                  | du 3 au 5 décembre 2010    | -                  |
| États-Unis Canada         | 106 954 678 USD 13 555 000 entrées             | 5 mai 2011                 | 21                 |
| France Paris              | 23 924 495 $ 2 617 032 entrées 281 752 entrées | -                          | -                  |
| Royaume-Uni               | 26 014 490 USD                                 | 17 avril 2011              | 13                 |
| Allemagne                 | 22 340 179 USD                                 | 1er mai 2011               | 15                 |
| Suisse                    | 4 429 850 USD                                  | 20 mars 2011               | 9                  |
| Belgique                  | 2 780 060 USD                                  | 22 mai 2011                | 12                 |
| Total hors États-Unis     | 222 443 368 $                                  | 5 mai 2011                 | 21                 |
| Total mondial             | 329 398 046 $                                  | 5 mai 2011                 | 21                 |

Commercialement, Black Swan a été un grand succès, puisque le film a rapporté dans le monde entier presque 330 millions USD, pour un budget initial de 13 millions USD,. Vincent Cassel a déclaré que même le réalisateur, Darren Aronofsky, ne s'attendait pas à un tel succès.
En France, le film a commencé fort au box office, derrière Rien à déclarer, avec 714 315 entrées. La semaine qui a suivi, le film a dépassé la barre du million d'entrées. Finalement, le film totalisera plus de 2,6 millions d'entrées après huit semaines d'exploitations.

## Distinctions

### Récompenses
- 83e cérémonie des Oscars

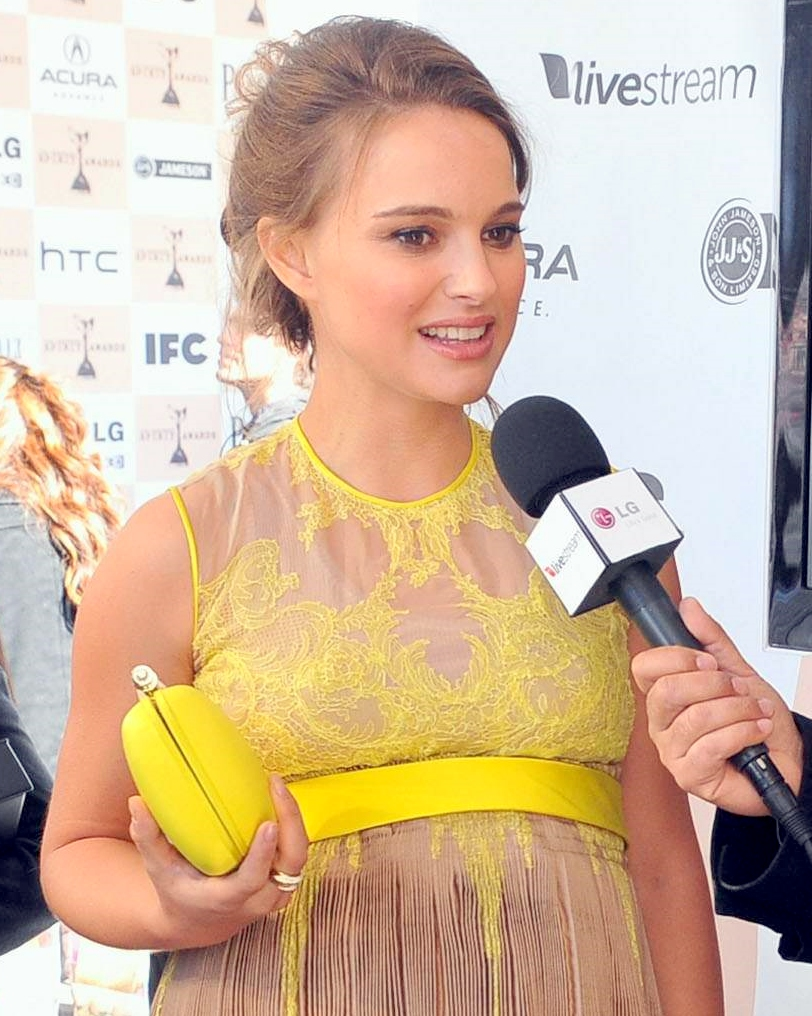
L'actrice Natalie Portman, récompensée aux Independent Spirit Awards 2011.

  - Meilleure actrice (Natalie Portman)

- 68e cérémonie des Golden Globes
  - Meilleure actrice (Natalie Portman)

- 67e Mostra de Venise
  - Prix Marcello-Mastroianni du meilleur espoir (Mila Kunis)

- 76e cérémonie des New York Film Critics Circle Awards (NYFCC Awards)
  - Meilleure photographie

- 36e cérémonie des Los Angeles Film Critics Association (LAFCA)
  - Meilleure photographie
  - Meilleure actrice (Natalie Portman)
  - Meilleur montage

- 22e cérémonie des Chicago Film Critics Association
  - Meilleure actrice (Natalie Portman)
  - Meilleure bande originale (Clint Mansell)

- 19e cérémonie des Southeastern Film Critics Association
  - Meilleure actrice (Natalie Portman)

- 16e cérémonie des Dallas-Fort Worth Film Critics Association Awards
  - Meilleure actrice (Natalie Portman)

- 15e cérémonie des San Diego Film Critics Society
  - Meilleur réalisateur (Darren Aronofsky)

- 14e cérémonie des Las Vegas Film Critics Society Awards
  - Meilleure actrice (Natalie Portman)
  - Meilleure direction artistique

- 14e cérémonie des Florida Film Critics Circle Awards
  - Meilleure actrice (Natalie Portman)

- 10e cérémonie des Phoenix Film Critics Society
  - Meilleure actrice (Natalie Portman)

- 9e cérémonie des San Francisco Film Critics Circle
  - Meilleur réalisateur (Darren Aronofsky)
  - Meilleure photographie

- 10e cérémonie des New York Film Critics Online
  - Meilleure actrice (Natalie Portman)
  - Meilleure photographie
  - Meilleure musique (Clint Mansell)

- 10e cérémonie des American Film Institute Awards
  - Film de l'année 2010

- 7e cérémonies des St. Louis Film Awards Critics Association
  - Meilleure actrice (Natalie Portman)

- 6e cérémonie des Austin Film Critics Association
  - Meilleur film
  - Meilleur réalisateur (Darren Aronofsky)
  - Meilleure actrice (Natalie Portman)
  - Meilleur scénario original
  - Meilleure photographie

- 6e cérémonie des Utah Film Critics Association
  - Meilleure actrice (Natalie Portman)

- 5e cérémonie des Oklahoma Film Critics Awards
  - Meilleure actrice (Natalie Portman)
  - Meilleure actrice dans un second rôle (Mila Kunis)

- 4e cérémonie des Houston Film Critics Society Awards
  - Meilleure actrice (Natalie Portman)

- 2e cérémonie des Indiana Film Critics Association Awards (IFCA Awards)
  - Meilleure actrice (Natalie Portman)

- 16e cérémonie des Critics Choice Awards
  - Meilleure actrice (Natalie Portman)

- 26e cérémonie des Independent Spirit Awards
  - Meilleur film
  - Meilleur réalisateur (Darren Aronofsky)
  - Meilleure actrice (Natalie Portman)
  - Meilleure photographie

- 17e cérémonie des Screen Actors Guild Awards
  - Meilleure actrice dans un premier rôle (Natalie Portman)

- 3e cérémonie de l'International Online Film Critics
  - Meilleure actrice (Natalie Portman)

### Nominations

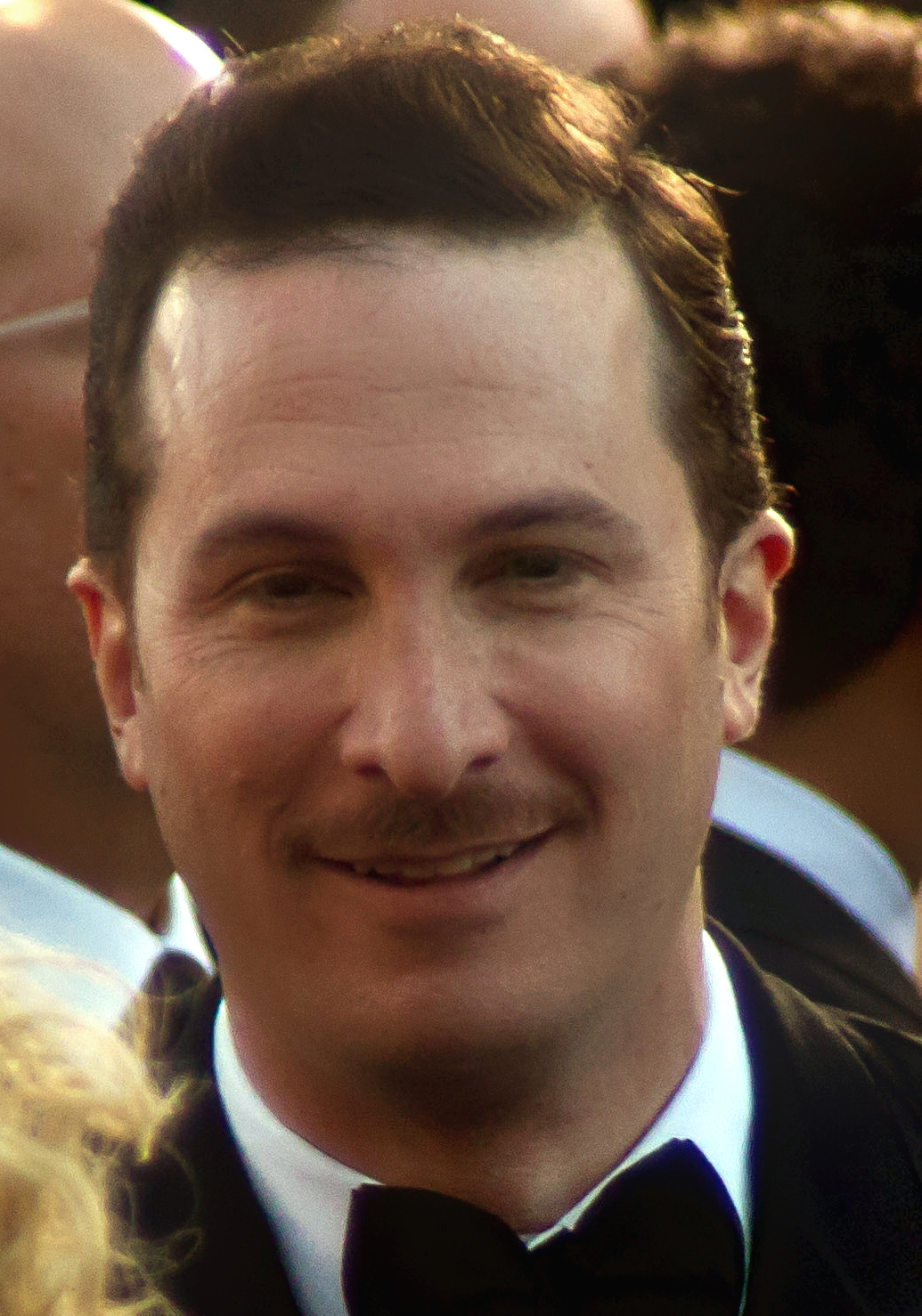
Le réalisateur Darren Aronofsky nommé aux Oscars 2011.

- 15e cérémonie des Satellite Awards
  - Meilleur réalisateur (Darren Aronofsky)
  - Meilleure actrice dans un film dramatique (Natalie Portman)
  - Meilleure direction artistique
  - Meilleurs costumes
  - Meilleure musique originale (Clint Mansell)

- 22e cérémonie des Chicago Film Critics Association
  - Meilleur film
  - Meilleur réalisateur (Darren Aronofsky)
  - Meilleur scénario original
  - Meilleure photographie

- 20e cérémonie des Gotham Independent Film Awards
  - Meilleur film

- 16e cérémonie des Dallas-Fort Worth Film Critics Association Awards
  - Meilleur film
  - Meilleur réalisateur (Darren Aronofsky)
  - Meilleure actrice dans un second rôle (Mila Kunis)

- 15e cérémonie des San Diego Film Critics Society
  - Meilleur film
  - Meilleure actrice (Natalie Portman)
  - Meilleure photographie
  - Meilleur montage
  - Meilleure direction artistique
  - Meilleure bande originale (Clint Mansell)

- 14e cérémonie des Toronto Film Critics Association
  - Meilleur film
  - Meilleur réalisateur (Darren Aronofsky)
  - Meilleure actrice (Natalie Portman)

- 10e cérémonie des Phoenix Film Critics Society
  - Meilleur scénario original
  - Meilleur montage

- 9e cérémonie des Washington D.C. Area Film Critics Association
  - Meilleur film
  - Meilleur réalisateur (Darren Aronofsky)
  - Meilleure actrice (Natalie Portman)
  - Meilleur scénario original
  - Meilleure direction artistique
  - Meilleure photographie
  - Meilleure musique (Clint Mansell)

- 7e cérémonies des St. Louis Film Awards Critics Association
  - Meilleur film
  - Meilleur réalisateur (Darren Aronofsky)
  - Meilleure actrice dans un second rôle (Barbara Hershey)
  - Meilleur scénario original
  - Meilleure musique (Clint Mansell)

- 6e cérémonie des Utah Film Critics Association
  - Meilleure actrice dans un second rôle (Mila Kunis)

- 5e cérémonie des Oklahoma Film Critics Awards
  - Meilleur film

- 4e cérémonie des Detroit Film Critics Society Awards
  - Meilleure actrice (Natalie Portman)

- 4e cérémonie des Houston Film Critics Society Awards
  - Meilleur film
  - Meilleur réalisateur (Darren Aronofsky)
  - Meilleure photographie

- 2e cérémonie des Indiana Film Critics Association Awards (IFCA Awards)
  - Meilleur film

- 83e cérémonie des Oscars
  - Meilleur film
  - Meilleur réalisateur (Darren Aronofsky)
  - Meilleure photographie (Matthew Libatique)
  - Meilleur montage (Andrew Weisblum)

- David di Donatello 2011
  - Meilleur film étranger

### Récapitulatif
| Catégories                                                     | Nomination(s) | Récompense(s) |
| -------------------------------------------------------------- | ------------- | ------------- |
| Meilleure actrice (Natalie Portman)                            | 24            | 15            |
| Meilleur film                                                  | 18            | 2             |
| Meilleur réalisateur (Darren Aronofsky)                        | 14            | 3             |
| Meilleure photographie                                         | 12            | 5             |
| Meilleure musique (Clint Mansell)                              | 8             | 2             |
| Meilleur scénario                                              | 8             | 1             |
| Meilleure actrice (second rôle) (Mila Kunis) (Barbara Hershey) | 7             | 1             |
| Meilleur montage                                               | 5             | 1             |
| Meilleure direction artistique                                 | 5             | 1             |
| Meilleur espoir (Mila Kunis)                                   | 1             | 1             |
| Meilleurs costumes                                             | 1             |               |
| Meilleur maquillage                                            | 1             |               |
| Meilleur son                                                   | 1             |               |

## Éditions en vidéo
- En France, le film Black Swan est sorti le 29 juin 2011 en :
  - DVD simple[32]
  - DVD édition limitée[33]
  - DVD édition collector[34]
  - Blu-ray simple[35]
  - Blu-ray édition collector[36]
  - et Blu-ray ultimate édition[37].

Par la suite, le film est ressorti en DVD le 1er février 2012, puis ressorti en Blu-ray édition digibook collector + livret le 7 mai 2014 et en VOD le 1er juin 2015.
- Au Québec, le film est sorti en DVD / Blu-ray le 29 mars 2011[2].

## Autour du film

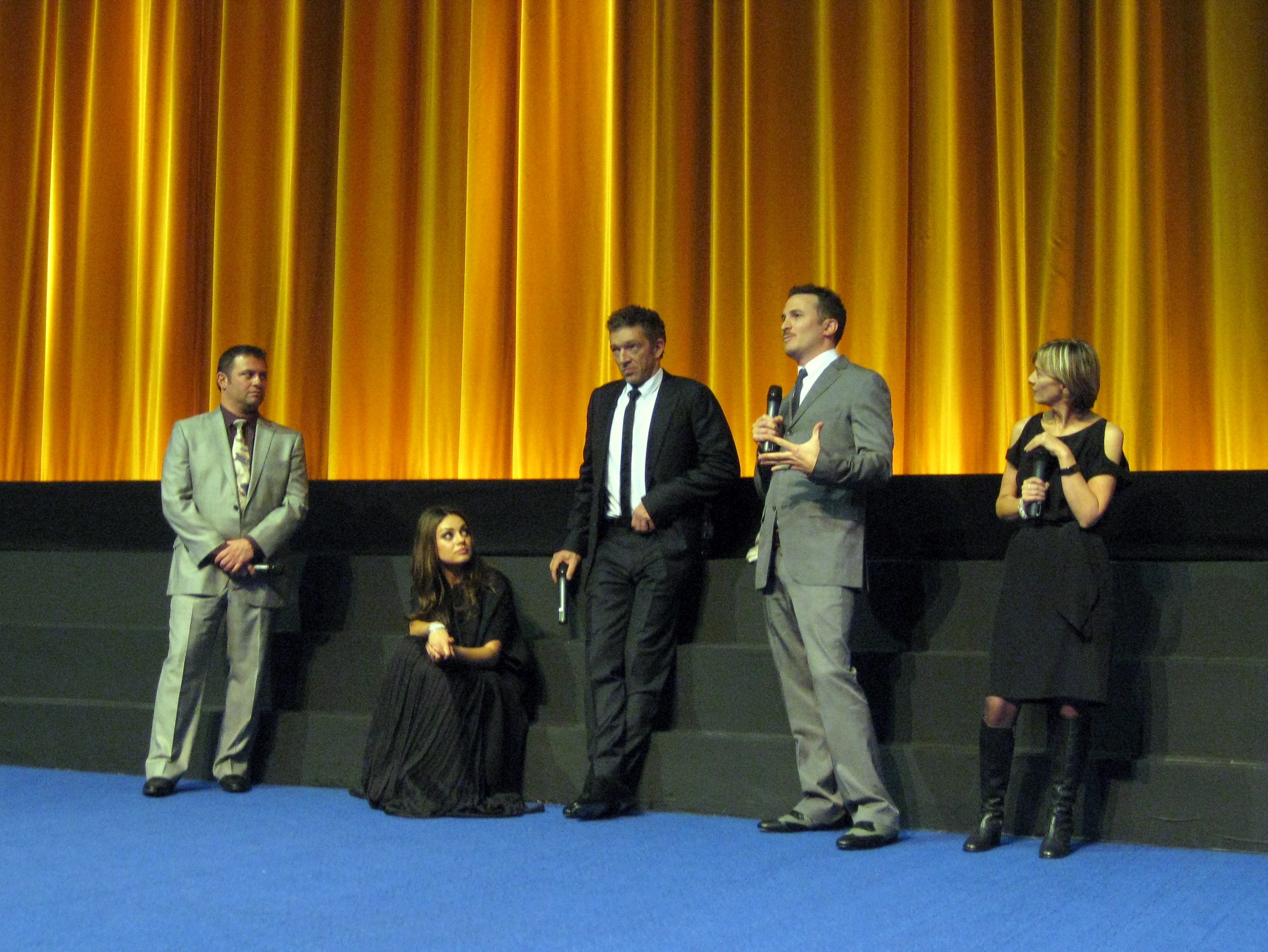
L'équipe du film, pour sa présentation au BFI London Film Festival.

- Clint Mansell, qui a composé la musique de tous les films de Darren Aronofsky, s'occupe de la bande originale du film en utilisant notamment de nombreuses musiques du ballet Le Lac des cygnes de Piotr Ilitch Tchaïkovski. Il s'agit de la cinquième collaboration entre les deux artistes, après Pi, Requiem for a Dream, The Fountain et The Wrestler [40].
- Darren Aronofsky a choisi le format 16 mm pour des raisons esthétiques. Ce format possède selon lui un grain qui met une distance avec la réalité en comparaison du 35 mm très répandu et très performant qui donne un aspect plus réaliste[41].
- Avant de commencer le tournage, Darren Aronofsky s'est désengagé du tournage de The Fighter, pour tourner un remake de RoboCop, projet finalement abandonné.
- Natalie Portman a deux doublures dans ce film ; Sarah Lane, soliste à l'American Ballet Theatre et lauréate du Princess Grace Award, s'occupe des scènes de danse les plus complexes. Comme celle-ci n'était disponible que quelques semaines, Kimberly Prosa a tenu lieu de doublure pour les plans rapprochés, aidée par sa ressemblance physique avec Natalie Portman. Cependant, après un entraînement intensif de plusieurs mois, l'actrice interprète elle-même les mouvements de la tête à la taille[42].
- À l'origine, le scénario d'Andrés Heinz portait sur la rivalité entre deux danseuses à Broadway. C'est Aronofsky lui-même qui a voulu transposer cette histoire dans le New York City Ballet, et prendre comme décor la création du Lac des cygnes, pour mettre en abyme le conflit entre les personnages.
- Darren Aronofsky avait ce projet en tête depuis plusieurs années et avait déjà envie de faire jouer le premier rôle par Natalie Portman[43].
- Le film est tourné à New York avec certaines scènes dans le métro mais aussi au Lincoln Center et au National Museum of American Indian[44].
- Pour les prises de vues, Vincent Cassel a eu recours à la coach Vernice Klier[45].